# SD 21000
 (février 2023).
Le SD 21000 est un guide sur le management des entreprises et le développement durable. Le SD 21000 ne débouche pas sur une certification à proprement parler. 

## Historique
Cinq ans après la conférence des Nations unies sur l'environnement et le développement, l'Onu lance une première initiative sur les rapports de développement durable et les systèmes de reddition, qui débouche en 2000 sur le lancement du pacte mondial. En 2002, la Commission des Consommateurs de l’ISO juge qu'« une norme ISO de système de management pour la responsabilité sociétale était tout à la fois souhaitable et réalisable du point de vue des entreprises, du personnel, des citoyens, de la communauté et du gouvernement », idée avalisée par son conseil technique « pour déterminer si l’ISO devait développer des outils dans le domaine de la responsabilité sociétale des entreprises, et dans cette éventualité la portée du travail et le type d’outil ». 
Le guide SD 21000 est élaboré en 2003 par un groupe de travail de l'AFNOR. Cette norme répond à la note publiée par l'OCDE en 2003 qui relève le manque d'instruments économiques pour créer plus de volontarisme dans la responsabilité sociétale des entreprises. 
Le guide est testé dans plusieurs régions françaises : Nord-Pas-de-Calais, Picardie, Haute-Normandie, Basse-Normandie, Lorraine, Alsace, Centre, Poitou-Charentes, Limousin, Midi-Pyrénées, Rhônes-Alpes, Provence-Alpes-Côte d'Azur. 

## Description
Le guide SD 21000 s'adresse à toutes les entreprises quel que soit leur secteur d'activité ou leur taille. La norme explique les intérêts du développement durable pour les entreprises et propose un système de management à mettre en place. Elle apporte aux entreprises une aide à la réflexion initiale pour la prise en compte du développement durable lors de l'élaboration de leur politique et de leurs stratégies. 
SD 21000 constitue une base de travail pour ISO 26000 (norme de développement durable publiée le 1er novembre 2010). SD 21000 n'est pas une norme certifiante mais un outil pour mettre en place une démarche développement durable. L'AFNOR actualise l'approche pour la mise en œuvre de l'ISO 26000, enquête en mai 2011 du document X30 029.
Les inconvénients de ce guide peuvent être :
- Ne propose pas d'outils pour répartir les enjeux dans l'organisation de l'entreprise.[réf. nécessaire]
- Juste un référentiel générique (et non un référentiel sectoriel par exemple).[réf. nécessaire]
- Payant alors que d'autres référentiels sont gratuits.[réf. nécessaire]
- L'importance des enjeux est notée seulement en fonction de l'entreprise (pourrait aussi prendre en compte son environnement et la société par exemple).[réf. nécessaire]
- Son champ d'application se cantonne à la France[4].

## Autres pays
D'autres pays ont mis en place des guides ou des normes de développement durable qui ont préfiguré la norme internationale ISO 26000:
- Royaume-Uni : SIGMA AA 1000
- États-Unis : SA 8000
- Mexique et Argentine : WG CSR
- Espagne : PNE 1650001
- Maroc : NM 00 5 600, NM 00 5 610
- Allemagne : VMS
- Suisse : Q-RES
- Arabie Saoudite : SI 10000
- Australie : AS 8000 - AS 8004

Le SD 21000 et ces autres normes étrangères ont le bénéfice de combler les lacunes au niveau de la réglementation internationale, mais ils offrent des approches différentes qui floutent la définition de développement durable.